# 4729 Міхаілміль
4729 Міхаілміль (4729 Mikhailmilʹ) — астероїд головного поясу, відкритий 8 вересня 1980 року.
Тіссеранів параметр щодо Юпітера — 3,629.